# Costante Portatadino
Costante Portatadino (Varese, 23 dicembre 1944) è un politico italiano.

## Biografia
Laureatosi in filosofia presso l'Università Cattolica del Sacro Cuore di Milano, intraprende il lavoro di insegnante presso le scuole superiori.
Esponente della Democrazia Cristiana, ricoprì la carica di deputato per quattro legislature, venendo eletto  nella circoscrizione Como-Sondrio-Varese alle politiche del 1976 (42.234 preferenze), alle politiche del 1979 (38.131 preferenze), alle politiche del 1983 (33.470 preferenze) e a quelle del 1987 (44.333 preferenze). Terminò il mandato parlamentare nel 1992.